# 柏垫镇
柏垫镇，是中华人民共和国安徽省宣城市广德市下辖的一个乡镇级行政单位。

## 行政区划
柏垫镇下辖以下地区：
柏垫社区、前程村、刘福桥村、粮长村、梨山村、茅田村、姚村、张复村、三河村、风桥村、土桥村、杨冲村、西坞村和同心村。